# Université en Chine
Liste des universités en Chine.

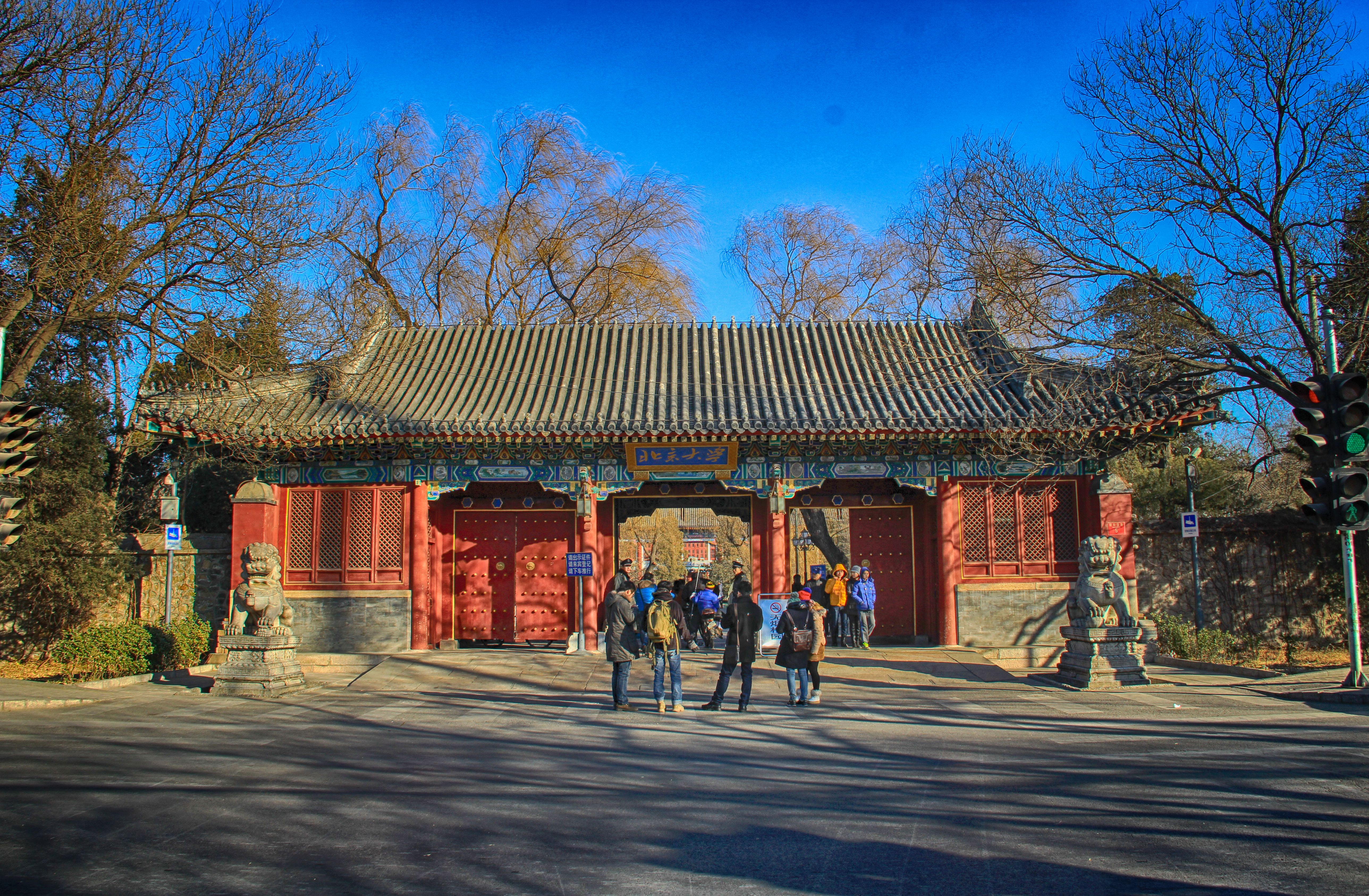
Porte ouest de l'université de Pékin

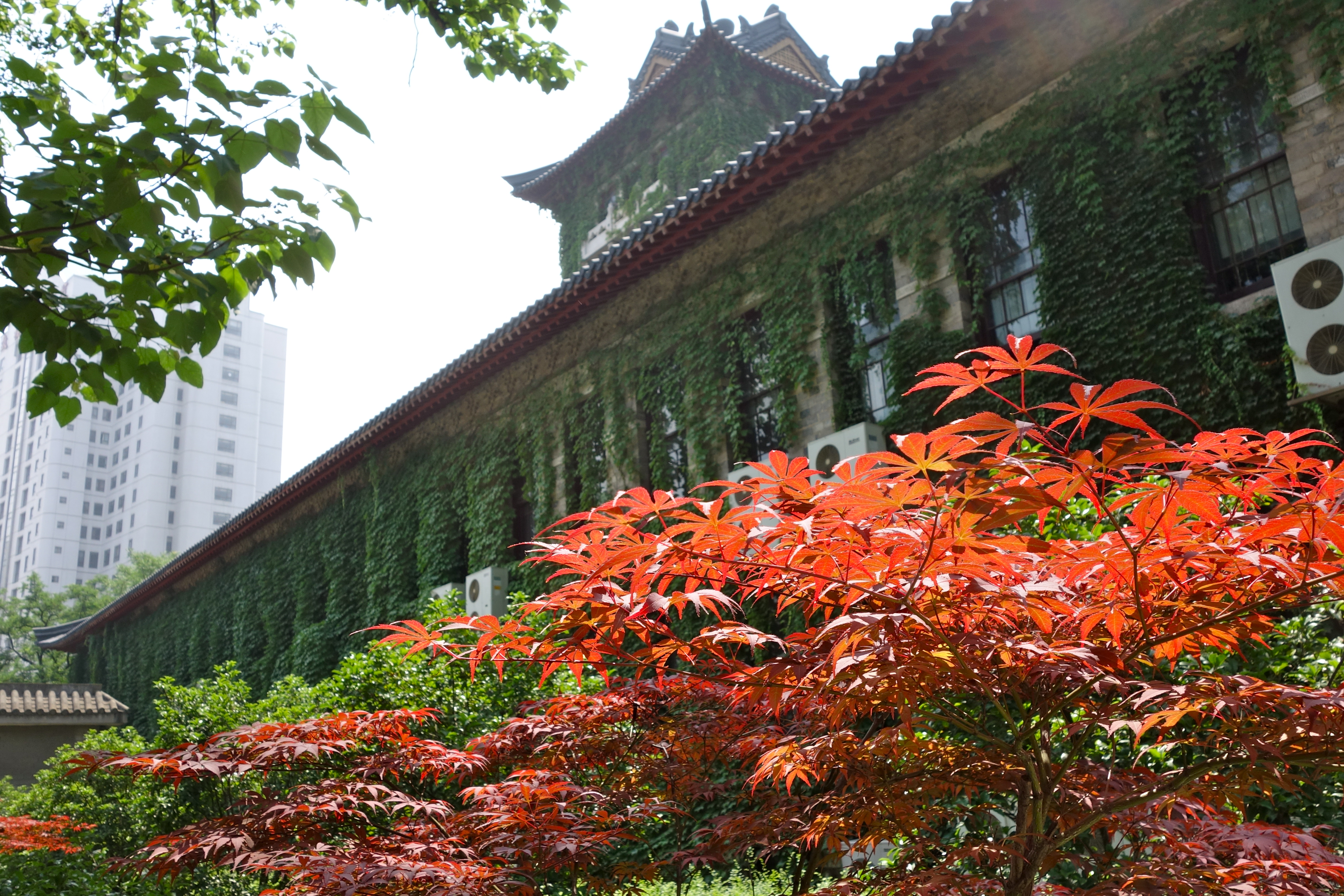
Grand pavillon nord, Université de Nanjing, Nankin

Selon le ministère de l'Éducation de la République populaire de Chine, il y avait 3 005 universités ou établissements d'enseignement supérieur en 2020.
Note :
- Nationale : administration directement par le Ministère de l'éducation chinois
- Nationale (autre) : administration par un ministère différent
- Les universités à Hong Kong et Macao sont administrées séparément par les autorités locales.

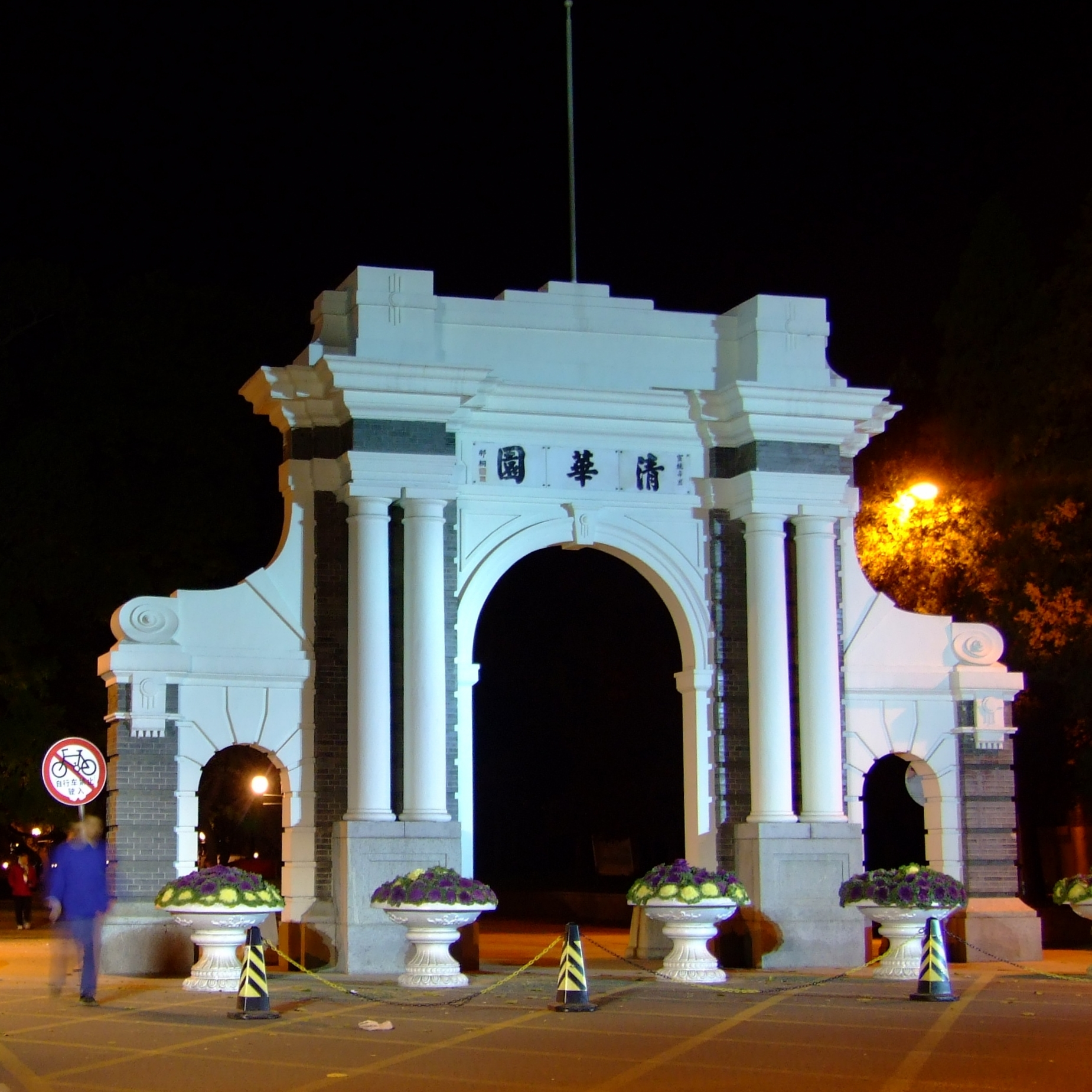
Deuxième entrée de l'université Tsinghua de Pékin

## Liste des universités pardivision provinciale

### Municipalités

#### Shanghai
| Nom français Nom anglais | Nom chinois                | Création | Gouvernance | Site internet               | Type        |
| --- | -------------------------- | -------- | ----------- | --------------------------- | ----------- |
| Université Fudan Fudan University                                                                                                  | 复旦大学                   | 1905     | Nationale   | https://www.fudan.edu.cn/en | Généraliste |
| Université Jiao Tong de Shanghai Shanghai Jiao Tong University (SJTU)                                                              | 上海交通大学               | 1896     | Nationale   | http://en.sjtu.edu.cn       | Généraliste |
| Université normale de la Chine de l'Est East China Normal University (ECNU)                                                        | 华东师范大学               | 1951     | Nationale   | http://french.ecnu.edu.cn   | Généraliste |
| Université Tongji Tongji University                                                                                                | 同济大学                   | 1907     | Nationale   | http://en.tongji.edu.cn     | Généraliste |
| Université des études internationales de Shanghai Shanghai International Studies University (SISU)                                 | 上海外国语大学             | 1949     | Nationale   | http://fr.shisu.edu.cn      | Généraliste |
| Université des Sciences et Technologies de la Chine de l'Est East China University of Science and Technology (ECUST)               | 华东理工大学               | 1952     | Nationale   | https://www.ecust.edu.cn    | Généraliste |
| Université de Donghua Donghua University (DHU)                                                                                     | 东华大学                   | 1951     | Nationale   | https://www.dhu.edu.cn      | Généraliste |
| Université de médécine naval Naval medical University                                                                              | 中国人民解放军海军军医大学 | 1949     | Nationale   | https://www.smmu.edu.cn     | Généraliste |
| Université de commerce international et d'économie de Shanghai Shanghai University of International Business and Economics (SUIBE) | 上海对外经贸大学           | 1960     | Municipale  | http://www.suibe.edu.cn     | Généraliste |
| Université de Shanghai Shanghai University (SHU)                                                                                   | 上海大学                   | 1994     | Municipale  | http://en.shu.edu.cn        | Généraliste |
| Université normale de Shanghai Shanghai Normal University (SHNU)                                                                   | 上海师范大学               | 1954     | Municipale  | http://english.shnu.edu.cn  | Généraliste |
| Conservatoire de musique de Shanghai Shanghai Conservatory of Music                                                                | 上海音乐学院               | 1927     | Municipale  | http://www.shcmusic.edu.cn  | Généraliste |
| Université Maritime de University Shanghai Maritime University                                                                     | 上海海事大学               | 1909     | Municipale  | http://www.shmtu.edu.cn     | Généraliste |

- University of Shanghai for Science and Technology
- Shanghai University of Engineering Sciences
- Shanghai Ocean University
- Shanghai University of Traditional Chinese Medicine
- East China University of Political Science and Law
- Shanghai University of Political Science and Law
- Shanghai Second Polytechnic University
- Shanghai University of Electric Power
- Shanghai DianJi University
- Shanghai Institute of Foreign Trade
- Shanghai Lixin University of Commerce
- Shanghai Finance University
- Shanghai Institute of Physical Education
- Shanghai Theatre Academy
- Shanghai Business School
- Shanghaitech University

#### Chongqing
| Nom français Nom anglais                                                                         | Nom chinois    | Création | Gouvernance | Site internet             | Type        |
| ------------------------------------------------------------------------------------------------ | -------------- | -------- | ----------- | ------------------------- | ----------- |
| Université de Chongqing Chongqing University (CQU)                                               | 重庆大学       | 1929     | Nationale   | http://english.cqu.edu.cn | Généraliste |
| Université du Sud-Ouest Southwest University (SWU                                                | 西南大学       | 1906     | Nationale   | http://www.swu.edu.cn     | Généraliste |
| Université des études internationales du Sichuan Sichuan International Studies University (SISU) | 四川外国语大学 | 1950     | Nationale   | http://fr.sisu.edu.cn     | Généraliste |

- Institut de technologie de Chongqing
- Université Jiaotong de Chongqing
- Université normale de Chongqing
- Université de technologie et de commerce de Chongqing
- Université des Trois-Gorges de Chongqing
- Université des postes et télécommunications de Chongqing
- École des beaux-arts du Sichuan
- Université agricole du Sud-Ouest
- Faculté de droit et science politique du sud-ouest
- Troisième Université de médecine militaire du sud-ouest
- Université occidentale de Chongqing

#### Tianjin
| Nom français Nom anglais                                                           | Nom chinois  | Création | Gouvernance                                  | Site internet                           | Type        |
| ---------------------------------------------------------------------------------- | ------------ | -------- | -------------------------------------------- | --------------------------------------- | ----------- |
| Université de Nankai Nankai University                                             | 南开大学     | 1919     | Nationale                                    | https://www.nankai.edu.cn               | Généraliste |
| Université de Tianjin Tianjin University                                           | 天津大学     | 1895     | Nationale                                    | http://www.tju.edu.cn/english/index.htm | Généraliste |
| Université de l'aviation civile de Chine Civil Aviation University of China (CAUC) | 中国民航大学 | 1951     | Administration de l'aviation civile de Chine | http://www.cauc.edu.cn                  | Généraliste |

- Tianjin Academy of Fine Arts

- Tianjin Agricultural College
- Conservatoire de musique de Tianjin
- Tianjin Foreign Studies University
- Tianjin Institute of Physical Education
- Université médicale de Tianjin
- Université normale de Tianjin
- Université polytechnique de Tianjin
- Université du commerce de Chine de Tianjin
- Université de finance et d'économie de Tianjin
- Université de science et technologie de Tianjin
- Université de technologie de Tianjin
- Tianjin University of Technology and Education
- Université de médecine traditionnelle chinoise de Tianjin
- Institut de construction urbaine de Tianjin

### Provinces

#### Anhui
- Hefei :
  - Université de l'Anhui
  - Université de technologie de Hefei
  - Université des Sciences et Technologies de Chine
- Université normale de l'Anhui (Wuhu)
- Université d'économie et de finances de l'Anhui (Bengbu)
- Université de technologie de l'Anhui (Ma'anshan)

#### Fujian
- Université Huaqiao (Quanzhou)
- Université de Xiamen (fondée en 1921) (Xiamen)

- Université Jimei (Xiamen)

- Université de Putian (Putian)
- École normale de Quanzhou (Quanzhou)
- École normale de Zhangzhou (Zhangzhou)
- Fuzhou :
  - Université de Fuzhou
  - Université de l'agronomie et des eaux et forêts du Fujian
  - École de médecine chinoise traditionnelle du Fujian
  - Université Minjiang
  - Université médicale du Fujian
  - Université normale du Fujian (fondée en 1907)
  - Université de technologie du Fujian

#### Gansu
- Tianshui Normal Institute (Tianshui)
- Hexi Institute (Zhangye)

- Université de Lanzhou (兰州大学)
- Université agricole du Gansu
- Institut d'affaires de Lanzhou
- Institut médical de Lanzhou
- Institut de technologie de Lanzhou - anciennement Gansu University of Technology
- Université des Minorités du Nord-Ouest
- Université normale du Nord-Ouest
- Université orientale du Eastern
- Institut d'administration du Gansu

#### Guangdong
- Canton :
  - Université normale de Chine du Sud (华南师范大学)
  - Université Sun Yat-Sen (中山大学)
  - Université de technologie du Sud de la Chine (华南理工大学)
  - Université Jinan (暨南大学)
  - Université des Études étrangères du Guangdong (广东外语外贸大学)
  - Université de Canton (广州大学)
  - Institut des Beaux-Arts de Canton (广州美术学院)

- Shenzhen :
  - Université de Shenzhen (深圳大学)
  - Université des sciences et de la technologie de Chine du Sud (南方科技大学)

#### Guizhou
- Guiyang : 
  - Université de Guizhou (贵州大学)
  - Unirversité normale de Guizhou
  - Université de finance et d'économie de Guizhou
  - Université des Minorités de Guizhou
  - Institut médical de Guiyang
  - Institut de médecine traditionnelle chinoise de Guiyang

- Zunyi :
  - Institut médical de Zunyi
  - Institut normal de Zunyi

#### Hainan
- Université d'agriculture tropicale du Sud de la Chine
- Université de Hainan (海南大学)
- Institut normal de Hainan
- Université de Qiongzhou
- Institut médical de Hainan

#### Hebei
Nationales
- North China Electric Power University

Nationales (autres)
- Central Institute for Correctional Police
- Chinese People's Armed Police Force Academy
- North China Institute of Science and Technology

Provinciales
- Chengde Medical College (承德医学院)
- Handan College (邯郸学院)
- Université agricole du Hebei (河北农业大学)
- Université d’ingénierie du Hebei (河北工程大学)
- Institut d'architecture et de génie civil du Hebei (河北建筑工程学院)
- Université médicale du Hebei (河北医科大学)
- Université normale du Hebei (河北师范大学)
- Université normale de science et technologie du Hebei (河北科技师范学院)
- Hebei North University (河北北方学院)
- Hebei Physical Educational Institute (河北体育学院)
- Université polytechnique du Hebei (河北理工大学)
- Université du Hebei (河北大学)
- Hebei University of Economics and Business (河北经贸大学)
- Université de technologie du Hebei (河北工业大学)
- Université de science et technologie du Hebei (河北科技大学)
- Hengshui College (衡水学院)
- Langfang Teacher's College (廊坊师范学院)
- North China Coal Medical College (华北煤炭医学院)
- Peking University Founder Technology College (北大方正软件技术学院) http://www.pfc.cn
- Shijiazhuang College (石家庄学院)
- Institut des chemins de fer de Shijiazhuang (石家庄铁道学院)
- Université d'économie de Shijiazhuang (石家庄经济学院)
- Tangshan College (唐山学院)
- Tangshan Teacher's College (唐山师范学院)
- Université de Xingtai (邢台学院)
- Université de Yanshan (燕山大学)

#### Henan
- Université du Henan (河南大学)
- Université de Zhengzhou (郑州大学)

#### Heilongjiang
- Institut de technologie de Harbin (哈尔滨工业大学)
- Université du Heilongjiang (黑龙江大学, Harbin)

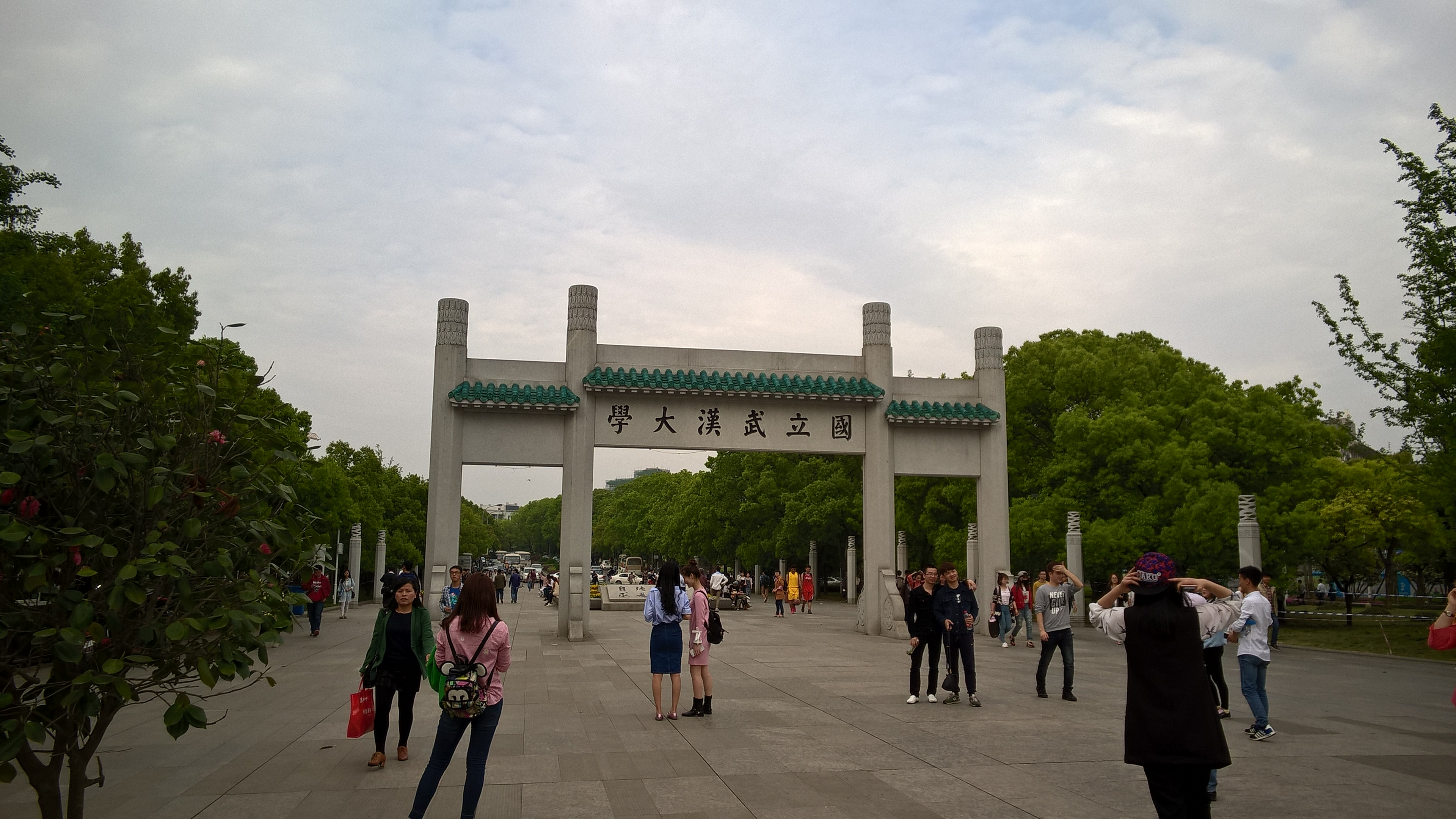
Entrée de l'Université de Wuhan

#### Hubei
- Yangtze University (Jingzhou)
- China Three Gorges University (Yichang)

- Wuhan
  - Université de Wuhan (武汉大学)
  - Université de Hubei (湖北大学)
  - Université d'agriculture du centre de la Chine
  - Université de technologie de Wuhan (武汉理工大学)
  - Institut de technologie de Wuhan (武汉工程大学)
  - Université centrale des sciences et technologies de Chine
  - Université de géologie de Chine (Wuhan) (中国地质大学)
  - Université normale de Chine centrale
  - Université d'agriculture de Huazhong
  - Université d'économie et de droit de Zhongnan
  - Université de Jianghan (zh) (江汉大学)

#### Hunan
- Université normale du Hunan
- Université du Hunan (zh) (湖南大学)
- Université du Centre-Sud (en)  (中南大学)
- Université de Changsha (zh) (长沙学院)
- Université de science et technologie de Changsha (zh) (长沙理工大学)

#### Jiangsu
- Université des mines et de technologie de Chine (Xuzhou) http://www.cumt.edu.cn
- Xuzhou Medical College (Xuzhou) http://www.xzmc.edu.cn
- Université normale de Xuzhou (Xuzhou) http://www.xznu.edu.cn
- Université du Jiangnan (江南大学, Wuxi)
- Université de Suzhou (苏州大学, Suzhou)

- Université pharmaceutique de Chine
- Université de Hehai
- Université agricole de Nankin
- Université forestière de Nankin
- Université normale de Nankin (南京师范大学)
- Université d'aéronautique et d'astronautique de Nankin
- Université de poste et télécommunication de Nankin (南京邮电大学)
- Université de science et technologie de Nankin
- Université de technologie de Nankin
- Université de Nankin (南京大学)
- Université du Sud-Est (东南大学)
- Université du Jiangsu (江苏大学)
- Université de finance et d'économie de Nankin (南京财经大学)

#### Jiangxi
- Institut de céramique de Jingdezhen (景德镇陶瓷学院, http://www.jci.jx.cn/)
- Gannan Teachers College (Ganzhou, http://www.gntc.net.cn/)
- Université de science et technologie du Jiangxi (江西理工大学, Ganzhou, http://www.jxust.cn/)
- Université de Jiujiang (九江大学)

- Université de Nanchang (南昌大学, http://www.ncu.edu.cn/)
- Institut de technologie aérospatiale de Nanchang (南昌航空大学, http://www.niat.jx.cn/)
- Université normale du Jiangxi (江西师范大学, Jiangxi Normal University, http://www.jxnu.edu.cn/)
- Université d'agriculture du Jiangxi (江西农业大学, http://www.jxau.edu.cn/)
- Université des transports de l'Est de Chine (华东交通大学, http://www.ecjtu.jx.cn/)
- Université de finance et d'économie du Jiangxi (江西财经大学, http://www.jxufe.edu.cn/)
- Institut de technologie de Nanchang (zh) (南昌工程学院, http://www.nit.edu.cn/)
- Université de médecine traditionnelle chinoise du Jiangxi (江西中医学院, http://www.jxtcmi.com/)

#### Jilin
- Université de Jilin (吉林大学, Changchun)
- Université normale du Nord-Est (东北师范大学, Changchun)

#### Liaoning
Nationales
- Université de technologie de Dalian (大连理工大学, http://www.dlut.edu.cn/)
- Université du Nord-Est (东北大学, http://www.neu.edu.cn/)

Nationales (autres)
- China Criminal Police College (中国刑警学院)
- Dalian Maritime University (大连海事大学) http://www.dlmu.edu.cn/
- Dalian Nationalities University (大连民族大学)

Provinciales
- Université des sciences et technologies du Liaoning (辽宁科技大学, USTI, http://www.ustl.edu.cn)
- Université médicale de Chine (zh) (中国医科大学)
- Université de pêche de Dalian (zh) (大连水产学院, DLFU, http://www.dlfu.edu.cn/)
- Université des transports de Dalian (zh) (大连交通大学)
- Université médicale de Dalian (zh) (大连医科大学)
- Université de Dalian (大连大学, http://www.lnu.edu.cn/)
- Dongbei University of Finance and Economics (东北财经大学, DUFE, http://www.dufe.edu.cn/)
- Université normale du Liaoning (辽宁师范大学)
- Université technique du Liaoning (Fuxin, LNTU, http://www.lntu.edu.cn/)
- Université de Liaoning (辽宁大学)
- Université normale de Shenyang (沈阳师范大学, SYNU, http://www.synu.edu.cn/)
- Université normale d'Anshan (鞍山师范学院 , ASNC, http://www.asnc.edu.cn/)
- Université du pétrole et de technologie chimique du Liaoning (辽宁石油化工大学)
- Université d'agriculture de Shenyang (沈阳农业大学, SYAU, http://www.syau.edu.cn/)
- Institut de technologie chimique de Shenyang (沈阳化工学院)
- Université Jiangzhu de Shenyang (沈阳建筑大学, SJZU, http://www.sjzu.edu.cn/)
- Université Ligong de Shenyang (沈阳理工大学, SUT, http://www.sut.edu.cn/)
- Université pharmaceutique de Shenyang (沈阳药科大学)
- Université de Shenyang (沈阳大学)
- Université de technologie de Shenyang (沈阳工业大学)

#### Qinghai
- Université du Qinghai (青海大学)
- Université normale du Qinghai
- Université des Minorités du Qinghai

#### Shanxi
- Université de Taiyuan (Shanxi)
- Université du Shanxi (Taiyuan)
- Université du Centre-Nord (Taiyuan, Shanxi)
- Université médicale du Shanxi (Taiyuan)
- Université de technologie de Taiyuan (Shanxi)

#### Shaanxi
- Xi'an
  - Université polytechnique du Nord-ouest (西北工业大学)
  - Université de Chang'an (长安大学)
  - Université Jiaotong de Xi’an (西安交通大学)
  - Université d'études internationales de Xi'an (西安外国语大学)
  - Université de Xidian (西安电子科技大学)
  - Université normale du Shaanxi (陕西师范大学)
  - Université du Nord-Ouest (西北大学)
  - Université de politique et de droit du Nord-ouest (Chine) (西北政法大学)

- Yangling
  - Northwest Sci-Tech University of Agriculture and Forestry

- Yan'an
  - Université de Yan'an (zh) (延安大学)

#### Shandong
- Université océanique de Chine (Qingdao, Shandong)
- Université de Qingdao (青岛大学, Shandong)
- Université de science et technologie du Shandong
- Université du Shandong (Jinan)
- Institut des Finances du Shandong (Jinan)
- Université de Binzhou (Binzhou)
- Université du pétrole de Chine (中国石油大学, Huangdao)

#### Sichuan
- Université de technologie de Chengdu (Sichuan)
- Université de science et technologie électroniques de Chine (Chengdu, Sichuan)
- Université agricole du Sichuan (Yaan)
- Université de Chengdu (Chengdu)
- Université du Sichuan (Chengdu)
- Université Jiaotong du Sud-ouest (Chengdu, Sichuan)
- Université d'Economie et de Finance du Sud-Ouest (Chengdu)

#### Yunnan
- Université des Sciences et des Technologies
- Université du Yunnan (Kunming)

#### Zhejiang
- Université du Zhejiang (Hangzhou)
- Université de Calcul de Chine (Hangzhou)
- Université Westlake
- Université de Ningbo
- Université de technologie du Zhejiang
- Université normale du Zhejiang
- Institut d’ingénierie électronique de Hangzhou
- Institut des sciences et technologies du Zhejiang
- Institut de météréologie de Chine
- Université des sciences et technologies du Zhejiang
- Université océanique du Zhejiang
- Collège de foresterie du Zhejiang
- Collège de médecine traditionnelle chinoise du Zhejiang
- Wenzhou Medical College
- Collège des enseignants de Hangzhou
- Collège des enseignants de Wenzhou
- Université de Shaoxing
- Collège des enseignants de Huzhou
- Université du commerce de Hangzhou
- Institut de finance et d'économie du Zhejiang
- Académie nationale d'art de Chine
- Université de Taizhou
- Collège Shuren du Zhejiang
- Université Wanli du Zhejiang
- Académie de police maritime de sécurité publique
- Collège de conservation de l'eau et de l'énergie hydraulique du Zhejiang
- Collège des enseignants de Lishui
- Collège de radio et télévision du Zhejiang
- Collége de sécurité publique du Zhejiang
- Université des sciences appliquées de Ningbo
- Université de Wenzhou
- Zhejiang Vocational and Technical Institute Of Transportation
- Jinhua College of Profession and Technology
- Ningbo Polytechnic
- Wenzhou Vocational and Technical College
- Zhejiang Business Technology Institute
- Zhejiang Industry and Trade Polytechnic
- Université des langues étrangères Yuexiu du Zhejiang
- Taizhou Technical College
- Zhejiang Pharmaceutical College
- Zhejiang Vocational Academy of Art
- Zhejiang Institute of Mechanical & Electrical Engineering
- Zhejiang Vocational College of Commerce
- Zhejiang Police Officers Vocational Academy
- Zhejiang Industry Polytechnic College
- Zhejiang Tourism Vocational Institute
- Zhejiang Financial Professional College
- Zhejiang Technology Institute of Economy
- Zhejiang College Of Construction
- Zhejiang Economic and Trade Polytechnic
- Zhejiang Yuying College of Vocational Technology
- Shaoxing Top Institute of Information Technology
- Hangzhou College of Professional Technology
- Ningbo Fashion Institute
- Jiaxing Vocational Technical College
- Huzhou Vocational Technology College
- Quzhou college of Technology
- Lishui Vocational Technical College
- Zhejiang Oriental Vocational and Technical College
- Ningbo Dahongying Education Group
- Yiwu Vocational College of Industry and Business
- Zhejiang Guangsha Architecture Technology College
- Ningbo City College of Vocational Technology
- Hangzhou Wanxiang College
- Zhejiang Vocational and Technical Institute of Light Textile

### Régions autonomes

#### Guangxi
- Université du Guangxi (Nanning)

#### Mongolie-Intérieure
- Université de Mongolie-Intérieure
- Université des Minorités de Mongolie-Intérieure (Tongliao)
- Université d'agriculture de Mongolie-Intérieure
- Inner Mongolia Finance and Economics College
- Inner Mongolia Medical College
- Université normale de Mongolie-Intérieure
- Université de science et technologie de Mongolie-Intérieure
- Université de technologie de Mongolie-Intérieure
- Inner Mongolia College of Farming and Animal Husbandry (Tongliao)

#### Région autonome du Níngxià
- Université du Ningxia (宁夏大学)
- Institut de technologie de Ningxia (Shizuishan)
- Second Northwest Nationalities University
- Institut médical du Ningxia

#### Tibet(Xizang)
- Université du Tibet
- Université des Minorités du Tibet
- Faculté de médecine tibétaine du Tibet
- Faculté supérieure de police du Tibet (zh)
- Institut des arts et métiers du Tibet (zh)

#### Xinjiang
- Université du Xinjiang
- Université médicale du Xinjiang

### Régions administratives spéciales

#### Hong Kong
- Université municipale de Hong Kong
- Université polytechnique de Hong Kong (HKPU)
- Université des sciences et technologies de Hong Kong (HKUST)
- Université baptiste de Hong Kong (HKBU)
- Université chinoise de Hong Kong (CUHK)
- Université de Hong Kong
- The Education University of Hong Kong

#### Macao
- Université de Macao

## Liste des universités par regroupement et programmes
- Ligue C9
- Programme 985
- Programme 211
- Universités des minorités ethniques en Chine